# Moses Chan
Moses Chan Ho (en chino: 陳豪, nacido el 16 de abril de 1971) es un actor, cantante y modelo hongkonés, su familia es originaria de Taishan, Guangdong, China. Comenzó su carrera trabajando en películas, Chan posteriormente se concentró en su carrera como actor de televisión para la red TVB, participando en sus inicios en una serie dramática producido por la red TVB, serie titulada War and Beauty.
El 17 de noviembre de 2007, fue nominado como Mejor Actor, ya que mayor parte de sus reconocimientos le fue ortogado bajo los premios de «TVB 40th Anniversary Show», por su interpretación de su personaje como Dak Dak Dei (得 得 地), en la popular serie dramática titulada Heart of Greed.
Formó parte del jurado del certamen de belleza de Miss Hong Kong en el 2007 y Miss China Internacional en el 2008.

## Vida personal
Chan vivió y estudió en Australia (Melbourne, Brisbane y Sídney) durante 10 años antes de regresar a Hong Kong, para embarcarse en su carrera como actor. Chan se casó con la actriz de TVB, Aimee Chan, su boda se llevó a cabo en París, Francia.

## Premios

### TVB Anniversary Awards
- 2002:  「Most Improved Actor 」(Where the Legend Begins - Chou Pei)
- 2004:  「Favourite Character」(War and Beauty - Kong Wu)
- 2007:  「Most Favourite Male Character in Drama」（Heart of Greed - Tong Chi On/ Dak Dak Dei）
- 2007:  「Best Actor in a Leading Role」（Heart of Greed -  Tong Chi On/ Dak Dak Dei）
- 2010:  「Best Performance of the Year」

### Astro Wah Lai Toi Drama Awards
- 2006:  「My Favourite Character」(Love Bond - Sit Sui)
- 2006:  「My Favourite Couple」(Love Bond - Moses Chan as Sit Sui & Bernice Liu as Gei Mei Lai)
- 2006:  「My Favourite Actor in Leading Role」(The Gentle Crackdown - Sui Dong Lau)
- 2007:  「My Favourite Character」（Land of Wealth - Pak Tsun/Fan Chi Chai）
- 2008:  「My Favourite Character」（Heart of Greed - Tong Chi Onn/Dak Dak Dei）
- 2008:  「My Favourite Leading Actor」（Heart of Greed - Tong Chi Onn/Dak Dak Dei）
- 2010:  「My Favourite Character」（Can't Buy Me Love - Kam Dor-Luk）
- 2010:  「My Favourite Leading Actor」（Can't Buy Me Love - Kam Dor-Luk）

### Hong Kong Next Magazine TV Awards
- 2003:「Top Ten Artistes」Ranked #05
- 2005:「Top Ten Artistes」Ranked #07
- 2005:「Sinomax Sponsorship Award」
- 2005:「Omiz Sponsorship Award」
- 2006:「Top Ten Artistes」Ranked #10
- 2007:「Top Ten Artistes」Ranked #09
- 2007:「TITONI Sponsorship Award」
- 2008:「Top Ten Artistes」Ranked #03
- 2008:「SVENSON Sponsorship Award」
- 2009:「Top Ten Artistes」Ranked #04
- 2009:「SVENSON Sponsorship Award」
- 2010:「Top Ten Artistes」Ranked #05
- 2010:「SVENSON Sponsorship Award」

### Otros premios
- 2002:《Mingpao Magazines Awards》「Best Actor on Television」 (Where the Legend Begins - Chou Pei)
- 2006:《Metroshowbiz TV awards》 「Top 10 TV Actors and Actresses」
- 2006:《China Hunan TV Station》「Best Actor in War and Beauty」(War and Beauty - Kong Wu)
- 2007:《China/HK 10th Entertainment Awards》「Most Fashion Actor」(Land of Wealth - Pak Tsun/Fan Chi Chai)
- 2008:《HKFDA 20th Annual Best Dressed Personalities Awards》 「Top Ten Best Dressed Personalities Awards」
- 2010:《Starhub TVB Awards》「My Favourite TVB Male TV Character」- Kam Wing-Ka (Moonlight Resonance)
- 2011:《Starhub TVB Awards》「My Favourite TVB Actor 2011」
- 2011:《Starhub TVB Awards》「My Favourite TVB On Screen Couple」(Along with Charmaine Sheh)
- 2012:《Starhub TVB Awards》「My Favourite TVB Male TV Character」- Sung Yi-Long (When Heaven Burns)
- 2012:《Starhub TVB Awards》「My Favourite TVB Drama」(When Heaven Burns)

## Filmografía

### Dramas de televisión
| Año  | Título                         | Personaje                                           | Canal | Premios | Notas |
| ---- | ------------------------------ | --------------------------------------------------- | ----- | --- | --- |
| 2000 | Healing Hands II               | Lam Man-chi (M.C. Lam)                              | TVB   | | |
| 2001 | ICAC Investigators 2001        | Chung Fuk-mau (Mau Jai)                             | TVB   | | Mini-drama |
| 2001 | Armed Reaction III             | Chan Yiu-yeung                                      | TVB   | | |
| 2002 | Where the Legend Begins        | Cao Pi                                              | TVB   | TVB Anniversary Award for Most Improved Male Artiste Mingpao Magazine Awards for Best Actor | A loosely-based biography of Lady Zhen                                                                                   |
| 2002 | Family Man                     | Kelvin Siu                                          | TVB   | | |
| 2002 | Take My Word For It            | Mok Ka-chung                                        | TVB   | Astro Drama Awards for Most Memorable Slap shared with Kenix Kwok | |
| 2002 | Love and Again                 | Angus Ying                                          | TVB   | | |
| 2003 | Back to Square One             | Eric Ng                                             | TVB   | | 2002 Warehoused drama |
| 2003 | Perish in the Name of Love     | Chongzhen Emperor                                   | TVB   | | Loosely based on Tai Nui                                                                                                 |
| 2003 | Better Halves                  | Ko Fei                                              | TVB   | | |
| 2003 | Aqua Heroes                    | 渡邊哲修                                            | TVB   | | Guest star |
| 2003 | Riches and Stitches            | Siu Chun-hang                                       | TVB   | | |
| 2004 | War and Beauty                 | Hung Mo                                             | TVB   | TVB Anniversary Award for My Favourite Television Character Hunan Entertainment China for Most Popular Actor | |
| 2004 | Split Second                   | Luk Yiu-kwok                                        | TVB   | | Guest star |
| 2005 | Love Bond                      | Sit Sui                                             | TVB   | Astro Drama Awards for My Favourite Character Astro Drama Awards for My Favourite Couple shared with Bernice Liu | |
| 2005 | The Gentle Crackdown           | Sui Tung-lau                                        | TVB   | Astro Drama Awards for My Favourite Actor South Awards for Most Popular Actor from Hong Kong/Taiwan Nominated — TVB Anniversary Award for Best Actor (Top 5) | |
| 2005 | Healing Hands III              | Lam Man-chi (M.C. Lam)                              | TVB   | | |
| 2005 | The Charm Beneath              | Chuk Yau-yip                                        | TVB   | | |
| 2006 | The Dance of Passion           | Sung Tung-sing                                      | TVB   | Nominated — TVB Anniversary Award for Best Actor (Top 5) Nominated — TVB Anniversary Award for My Favourite Male Character (Top 20) | |
| 2006 | Land of Wealth                 | Chai Bak-chuen / Fan Chi-chai                       | TVB   | Astro Drama Awards for My Favourite Character China/HK Entertainment Awards for Most Fashionable Actor | |
| 2006 | The Battle Against Evil        | Dan Mo-cheh                                         | TVB   | | 2002 Warehoused drama |
| 2007 | Heart of Greed                 | Tong Chi-on (Duk Duk Dei)                           | TVB   | TVB Anniversary Award for Best Actor TVB Anniversary Award for My Favourite Male Character Astro Drama Awards for My Favourite Actor Astro Drama Awards for My Favourite Character | |
| 2007 | The Ultimate Crime Fighter     | Johnlung Wai Tsun Lung                              | TVB   | | |
| 2008 | Moonlight Resonance            | Kam Wing-ka                                         | TVB   | Nominated — TVB Anniversary Award for Best Actor (Top 5) | |
| 2008 | The Gem of Life                | Terrance Ho Chit Nam                                | TVB   | Nominated — TVB Anniversary Awards for My Favourite Male Character (Top 5) | |
| 2009 | Beyond the Realm of Conscience | Lee Yi                                              | TVB   | Nominated — TVB Anniversary Award for Best Actor (Top 5) | |
| 2010 | In the Eye of the Beholder     | Tong Pak-fu                                         | TVB   | | |
| 2010 | Fly with Me                    | Wallace Kan Ming-hin / Wong Kam Bei Lei             | TVB   | | |
| 2010 | Can't Buy Me Love              | Kam Dor-Luk                                         | TVB   | My AOD Favourite Award for Best Actor My AOD Favourite Award for Top 10 Character Nominated - TVB Anniversary Award for Best Actor (Top 5) Nominated - TVB Anniversary Award for My Favourite Male Character (Top 5) | Best Hollywood actor 2010                                                                                                |
| 2011 | Yes, Sir. Sorry, Sir!          | Law Yiu-Wah / Law Sir                               | TVB   | Nominated — TVB Anniversary Award for Best Actor (Top 5) Nominated — TVB Anniversary Award for My Favourite Male Character (Top 15) Nominated - My AOD Favourite Award for Best Actor My Astro On Demand Awards for My Top 15 Favourite Characters Nominated - Asian Television Awards for Best Performance by an Actor/Actress | |
| 2011 | When Heaven Burns              | Angus Sung Yi-Lung (Darkie)                         | TVB   | Asian Television Awards for Best Actor in a Leading Role Won music awards for the ending theme, 年少無知 | Warehoused for 2 years, released to critical acclaim. Nicknamed "The Legendary Godlike Drama in the history of Mankinds" |
| 2012 | Let It Be Love                 | Andy Yu Chun-tung                                   | TVB   | Nominated - My AOD Favourite Award for My Favourite Couple | |
| 2012 | Master of Play                 | Ivan Cheung Sai-yin / Kan Siu Nam (Sai-yin persona) | TVB   | My AOD Favourite Award for Top 15 Character Nominated - My AOD Favourite Award for Best Actor | |
| 2012 | The Last Steep Ascent          | Miu Tin                                             | TVB   | Nominated - TVB Anniversary Award for Best Actor Nominated - TVB Anniversary Award for My Favourite Male Character | |
| 2013 | Beauty at War                  | Ko Lau-fei                                          | TVB   | | |
| 2013 | Will Power                     | Morris Lee Ming-Yeung                               | TVB   | | |

### Película
| Año  | Título                             | Personaje               | Otros reconocimientos |
| ---- | ---------------------------------- | ----------------------- | --------------------- |
| 1994 | Twenty Something                   | Tom                     |                       |
| 1994 | In the Heart of Summer             | Sam Hui                 |                       |
| 1995 | Happy Hour                         | Sing's roommate         |                       |
| 1995 | Those Were the Days...             | Ko Fei                  |                       |
| 1995 | Air Hostess                        |                         |                       |
| 1995 | Heaven Can't Wait                  | Willies                 |                       |
| 1995 | Wind Beneath the Wings             | Chan Wai Ming           |                       |
| 1995 | Enemy Shadow                       |                         |                       |
| 1995 | The Blade                          | Iron Head               |                       |
| 1996 | The Movie Story                    | Man                     |                       |
| 1996 | Tri-Star                           | Chan Jun-nam            |                       |
| 1996 | Young and Dangerous 2              | Ko Chit                 |                       |
| 1996 | Who's the Woman, Who's the Man?    | Auditioning gay man     |                       |
| 1996 | Lost and Found                     | Lone                    |                       |
| 1996 | Black Mask                         | 701 squad member        |                       |
| 1996 | God of Gamblers 3: The Early Stage | Soto                    |                       |
| 1997 | 97 Aces Go Places                  | Yeung's sidekick        |                       |
| 1997 | Lawyer Lawyer                      | Ho Chun                 |                       |
| 1997 | Intruder                           | Kwan Fai                |                       |
| 1998 | Knock Off                          | Officer Wong            |                       |
| 1998 | Hong Kong Night Club               | Ngal                    |                       |
| 1998 | Casino                             | Kwok Ho                 |                       |
| 1998 | PR Girls                           | Simon                   |                       |
| 1999 | Four Chef and a Feast              |                         |                       |
| 1999 | Gen-X Cops                         | Superintendent To       |                       |
| 1999 | Purple Storm                       | Rock Chan               |                       |
| 1999 | The Mistress                       | Eric                    |                       |
| 1999 | The Legend of Speed                | Maddie                  |                       |
| 1999 | Outburst                           |                         |                       |
| 2000 | Violent Cop                        | Yuen Wai Hau            |                       |
| 2000 | Miles Apart                        |                         |                       |
| 2000 | Roaring Wheels                     | Weird Fung              |                       |
| 2001 | Everyday is Valentine              | Young Master Edward Lee |                       |
| 2001 | Sharp Guns                         | George                  |                       |
| 2001 | The Saving Hands                   | Ho                      |                       |
| 2001 | Dummy Mommy, Without A Baby        | Lawyer Ho               |                       |
| 2003 | Double Crossing                    |                         | TVB film              |
| 2005 | Dragons Get Angry                  |                         |                       |
| 2011 | I Love Hong Kong                   |                         |                       |
| 2014 | Dot 2 Dot                          |                         |                       |